# Ждрелото на река Ерма
Ждрелото на река Ерма е природна забележителност в България. Разположена е в землището на село Ломница, област Перник.
Разположена е на площ 8,7 ha. Обявена е на 26 юли 1961 г. с цел опазване на уникални скални образувания в Трънското ждрело на река Ерма. Част е от територията на защитената зона Руй от Натура 2000.
На територията на природната забележителност се забранява:
- копаенето на камъни, разкриването на кариери;
- пашата;
- ловуването, стрелянето, събирането на яйцата на полезния дивеч, риболовът, както и всички действия, които загрозяват или рушат защитения обект.[1]